# ایلمورزینو
ایلمورزینو (انگلیسی: Ilmurzino) یک شهرک در شهرستان کوشنارنکوفسکی جمهوری باشقیرستان در کشور روسیه است.